# Sybrinus sokotrensis
Sybrinus sokotrensis är en skalbaggsart som beskrevs av Teocchi, Jiroux, Sudre, Jiroux och Henri L. Sudre 2004. Sybrinus sokotrensis ingår i släktet Sybrinus och familjen långhorningar. Inga underarter finns listade i Catalogue of Life.